# Serinyà
Serinyà è un comune spagnolo di 850 abitanti situato nella comunità autonoma della Catalogna.